# Sińce
Sińce (do 1945 r. niem. Schinz) – osada w Polsce położona w województwie zachodniopomorskim, w powiecie białogardzkim, w gminie Białogard. W latach 1975–1998 osada należała do województwa koszalińskiego. W roku 2007 osada liczyła 121 mieszkańców. Osada wchodzi w skład sołectwa Rychówko, jest największą w gminie.

## Geografia
Osada leży ok. 2 km na północny wschód od Rychówka, przy drodze między Rychówkiem i Stanominem, 200 m od rzeki Topiel.

## Historia
Sińce to stare lenno von Podewilsów, utracone przez nich w 1. poł. XVIII wieku, kiedy to sprzedali Sińce Franciszkowi Hoyer. Od tego czasu majątek wielokrotnie zmieniał właścicieli, którymi byli m.in. rodzina von Dregen (1743), burmistrz Białogardu Daniel Wilhelm Filins (1777), rodzina Anderson (1804), von Dassel (1842, 1884), Weske (1928). Po II wojnie światowej majątek upaństwowiono.

## Zabytki i ciekawe miejsca
Dawny park dworski o pow. 1,50 ha, założony około połowy XIX wieku, położony pomiędzy dworem i doliną rzeki Topiel, na zboczu doliny. Rosną w nim głównie gatunki rodzime m.in.: kasztanowiec czerwony, daglezja zielona. W runie bluszcz pospolity, barwinek i przytulia wonna.
Dwór zbudowany w czwartej ćwierci XIX wieku, bez ważnych cech stylowych. W 1980 r. obiekt poddano remontowi, w trakcie którego wymieniono pokrycie dachowe (z dachówki na eternit) i stolarkę okienną oraz odnowiono wnętrza. Budynek założony na rzucie prostokąta, z płytkim ryzalitem na osi poprzecznej od frontu i od ogrodu, gdzie ryzalit poprzedza zabudowany taras, z małą prostokątną przybudówką w elewacji północnej. Fasadą zwrócony na zachód. Całkowicie podpiwniczony, parterowy, dwukondygnacyjny ryzalitami i częściowo mieszkalnym poddaszem, przykryty dachem dwuspadowym. Taras ogrodowy poprzedzony wachlarzowymi schodami. Od frontu półkulista rampa - podjazd. Elewacja frontowa 11-osiowa, wszystkie otwory prostokątne. Układ wnętrz dwutraktowy, z holem na osi traktu frontowego, korytarzem rozdzielającym trakty w północnej części budynku i z klatką schodową w trakcie tylnym. Kubatura wnętrza ok. 3 500 m3, pow. użytkowa ok. 950 m2. Elewacja w surowej cegle, rozczłonkowane profilowanymi ciągłymi gzymsami cokołowymi i parapetowym, zwieńczone profilowanym gzymasem koronującym. Okna piwnic w otynkowanych gładkich obramieniach. Okna parteru w profilowanych opaskach, z odcinkowym gzymsem parapetowym i nadokiennym, płyciny podokienne tynkowane, ozdobione motywami geometrycznymi. Drzwi frontowe i flankujące je po bokach okna ujęte wspólnym gzymsem wieńczącym. Podobnie małe zdwojone okna poddasza zwieńczone wspólnym gzymsem. Okna piętra w ryzalitach ozdobione dodatkowo trójkątnymi naczółkami. Ryzality zwieńczone trójkątnymi oprofilowanymi tympanonami z akroterionem na szczycie. W polu frontowego tympanonu - tarcza herbowa trzymana przez dwa lwy. Ściany werandy rozczłonkowane gładkimi pilastrami. Schody ogrodowe z balustradami pełnymi. Wnętrza bez ozdób. W holu zabytkowy piec kaflowy. W latach 70/80 w dworze funkcjonowało przedszkole.

## Turystyka
Przez miejscowość prowadzi lokalny, turystyczny szlak rowerowy Szlakiem krajobrazów i parków Gminy Białogard. 

## Komunikacja
Najbliższy przystanek komunikacji autobusowej znajduje się w Stanominie.